# Serandías
Serandías (spanisch Serandinas) ist eine Parroquia und ein Ort in der Gemeinde Boal, in der Autonomen Gemeinschaft Asturien im Norden Spaniens.
Die 238 Einwohner (2011) leben in acht Dörfern auf einer Fläche von 15,89 km². Über die AS-12 und AS-22, ist Serandías acht Kilometer von der Gemeindehauptstadt Boal entfernt.
Der Rio Navia und der Stausee „Embalse der Arbón“ begrenzen die Parroquia.

## Sehenswürdigkeiten
- Pfarrkirche „Virgen del Carmen“
- Castro Pendia,  Reste einer Siedlung aus der Castrokultur, die bis ins 6. Jahrhundert besiedelt war[2].

## Dörfer und Weiler
| Name                   | Einwohner | Lage                    |
| ---------------------- | --------- | ----------------------- |
| Cabanastrabazas        | 2         |                         |
| Teicellos              | 2         |                         |
| Llanteiro              | 1         |                         |
| Mezá                   | 3         | 43.435353 -6.746835 71  |
| Miñagón                | 108       | 43.436246 -6.758235 178 |
| Serandías              | 68        | 43.449426 -6.741906 147 |
| Villanova              | 50        | 43.420839 -6.773887 405 |
| El Villar de Serandías | 4         | 43.459348 -6.727481 214 |